# 杨青田

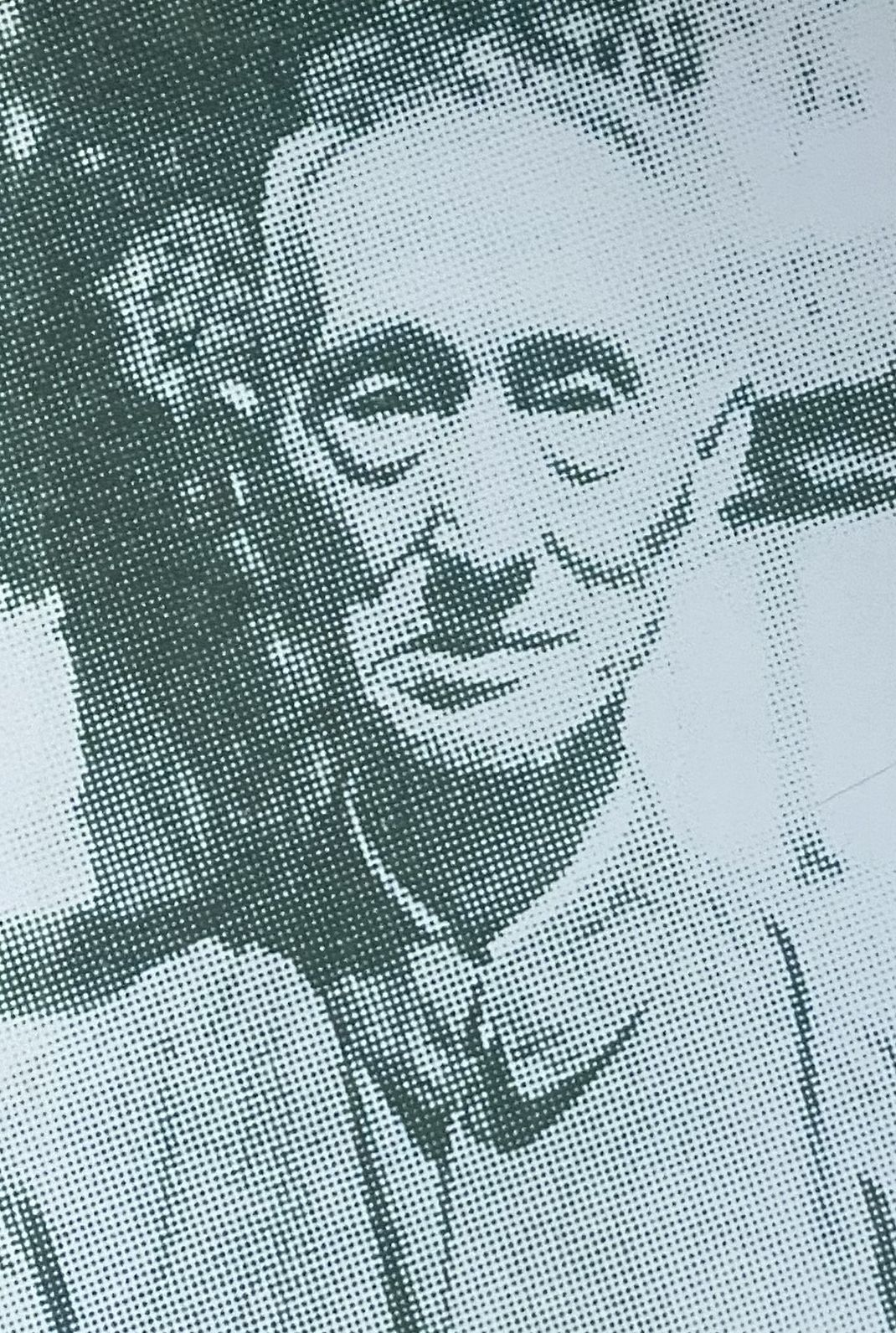
杨青田

杨青田（1897年—1980年5月），曾用名杨兰春，男，云南腾冲人。中国共产党党员，第一至四届云南省政协常委。

## 生平
1897年，出生于腾冲县猴桥镇杨家寨。
1917年，入昆明省立第一中学读书。同年6月8日，云南学生爱国会成立，杨青田被选为该会长。9月，将云南学生爱国会改名为中华民国学生联合会云南支会。主持创办《学生爱国会周刊》，介绍进步思想，并经常转载《新青年》《每周评论》等刊物上的文章。
1924年，考入北平大学经济系。同年，加入中国共青团。
1925年，加入中国共产党。
1925年秋，以在北京高等学校就学的滇籍中共党员为骨干，在北京成立了“云南革新社”，其宗旨是“团结云南革命青年，砥砺训练，钻入社会的中心，作根本的、实际的改造”。杨青田为云南革新社总社主要负责人之一。
1925年冬，被中共党组织派遣到驻广州滇军中做政治工作，并任驻粵滇军国民革命军第三军政治部组织科长兼政治教官，与王德三等举办广州大沙头第三军军官政治训练班并任教员，杨青田还介绍过一些云南青年到毛泽东主持的第六届广州农民运动讲习所学习。后任第三军第九师政治部主任，随第三军北伐进驻南昌。并在中共党组织的领导下，协助朱德在滇军中开展工作，秘密集结革命力量。
1926年3月，将云南革新社改名为新滇社，任期刊《铁花》主编职务，宣传马克思列宁主义，社会主义和十月革命等思想。
1926年6月，被中共派遣回云南建党支部。
1927年8月1日，南昌起义爆发，中共领导的起义军占领南昌。第3天起义军撤出南昌时，杨青田因突患中风，经周恩来批准留在南昌治疗，并将其党内组织关系转到中共江西省委。
抗日战争爆发后，杨青田返回云南任省参议会副参议长，并利用议员身份开展工作。
1949年秋，国民党云南当局发动九九整肃运动，导致包括杨青田在内的200多名中共地下党被抓。后来周开勋向到达昆明的李宗仁以书面的形式担保，请求释放杨青田、张天放等人。杨青田被营救出狱后，受中共党组织委派去做卢汉起义的思想工作，为促使卢汉云南起义作出了一定贡献。
中华人民共和国成立后，任云南省高级人民法院院长等职。
1980年5月病逝，享年83岁。